# John Hampden (1653-1696)
John Hampden (21 mars 1653 - 12 décembre 1696), deuxième fils de Richard Hampden et petit-fils de John Hampden, protestataire des taxes sur l'argent des navires, est un homme politique anglais.

## Biographie
Il est rentré en Angleterre après environ deux ans de résidence en France et s'est associé à William Russell et Algernon Sydney et le parti opposé au gouvernement arbitraire de Charles II. Avec Russell et Sidney, il fut arrêté en 1683 pour complicité présumée dans le Complot de Rye-House, mais plus chanceux que ses collègues, sa vie fut épargnée, bien qu'il ne put pas payer l'amende de 40 000 £ qui lui avait été infligée, il resta en prison. Puis, en 1685, après l'échec du soulèvement de Monmouth, Hampden fut de nouveau traduit en justice et condamné à mort pour haute trahison. Mais la sentence n'a pas été exécutée et, après avoir payé £ 6000, il a été mis en liberté. Au Parlement de la Convention de 1689, il représenta Wendover, mais ne parvint pas à obtenir un siège lors des parlements suivants. C'est Hampden qui, en 1689, a inventé l'expression " Glorieuse Révolution" . Il mourut de sa propre main le 12 décembre 1696. Hampden a écrit de nombreux pamphlets et Gilbert Burnet l'a décrit comme "l'un des plus savants messieurs que j'ai jamais connus". 

## Famille
Il a épousé Sarah Foley (décédée en 1687) et a eu deux enfants: 
- Richard Hampden (après 1674 - 27 juillet 1728), député et conseiller privé
- Letitia Hampden, qui a épousé John Birch, député, comme seconde épouse

Après sa mort, il épouse Anne Cornwallis et a deux enfants: 
- John Hampden (c. 1696 - 4 février 1754), député
- Ann Hampden (décédée en septembre 1723), mariée à Thomas Kempthorne

## Remarques
- (en) Cet article est partiellement ou en totalité issu de l’article de Wikipédia en anglais intitulé « John Hampden (1653–1696) » (voir la liste des auteurs).

1. ↑  In testimony before a House of Lords committee in the fall of 1689;